# Bóng chuyền ngồi tại Đại hội Thể thao Người khuyết tật Đông Nam Á 2021
Giải bóng chuyền ngồi tại Đại hội Thể thao Người khuyết tật Đông Nam Á 2021 được tổ chức từ ngày 30 tháng 7 đến ngày 6 tháng 8 năm 2022 tại Karanganyar, Trung Java.

## Tổng kết huy chương
| Hạng               | Đoàn               | Vàng | Bạc | Đồng | Tổng số |
| ------------------ | ------------------ | ---- | --- | ---- | ------- |
| 1                  | Campuchia (CAM)    | 1    | 0   | 1    | 2       |
| 1                  | Indonesia (INA)    | 1    | 0   | 1    | 2       |
| 3                  | Thái Lan (THA)     | 0    | 2   | 0    | 2       |
| Tổng số (3 đơn vị) | Tổng số (3 đơn vị) | 2    | 2   | 2    | 6       |

## Danh sách huy chương
| Event | Vàng | Bạc | Đồng |
| ----- | --- | --- | --- |
| Nam   | CAM · Pon Dina · Mon Yaranh · Kao Haeurn · Srieng Leap · Ou Phall · Tong Ravy · Ing Phiream · Nhonh Sok · Youm Kreum · Oeun Nut · Srieng Sokna · Nai Ka | THA · Anuchit Homkajon · Thawee Kanraya · Kittisak Khonkartok · Bordin Lapuangkham · Supirak Polsuk · Sombat Rungsrikool · Thirasak Chintasan · Jukre Nakkam · Thiwa Thuratham · Manop Muncharoen · Sura Chumphang · Sarun Karpmaichan | INA · Sumarmo · Nasrullah · Cahyana · Anton Hilman · Sukarno · Murdiyan · Nesa Kristiana · Purwadi                  |
| Nữ    | INA · Santi Apriliani · Diah Dwiyanti · Sudartatik · Dina Rulina · Katerina Dewi Putri Kristianti · Ratifah Apriyanti · Sri Lestari · Annisa Tindy      | THA · Noi Pinitmontri · Wanna Ladee · Wanitha Inthanin · Thanyarat Riabram · Duean Pinkaew · Palaporn Yaowaphuek · Somporn Mirapong · Khamnai Chanthakhun · Jitakan Chuannok · Maneewon Meeaiam                                        | CAM · Pring Thorn · Lors Nimul · Suon Rem · Peang Sophy · Yan Malin · Mut Channy · Kong Sras · Phan On · Vat Chanra |

## Giải đấu nam
- Campuchia
- Indonesia
- Malaysia
- Myanmar
- Singapore
- Thái Lan

### Bảng 1
| VT | Đội | Tr | T | B | Đ | ST | SB | TSS   | ĐST | ĐSB | TSĐS  | Giành quyền tham dự |
| -- | --- | -- | - | - | - | -- | -- | ----- | --- | --- | ----- | ------------------- |
| 1  | THA | 2  | 2 | 0 | 4 | 7  | 1  | 7,000 | 170 | 112 | 1,518 | Bán kết             |
| 2  | INA | 2  | 1 | 1 | 3 | 4  | 3  | 1,333 | 150 | 132 | 1,136 | Bán kết             |
| 3  | MAS | 2  | 0 | 2 | 2 | 0  | 6  | 0,000 | 74  | 150 | 0,493 |                     |

### Bảng 2
| VT | Đội | Tr | T | B | Đ | ST | SB | TSS   | ĐST | ĐSB | TSĐS  | Giành quyền tham dự |
| -- | --- | -- | - | - | - | -- | -- | ----- | --- | --- | ----- | ------------------- |
| 1  | CAM | 2  | 2 | 0 | 4 | 6  | 1  | 6,000 | 168 | 116 | 1,448 | Bán kết             |
| 2  | MYA | 2  | 1 | 1 | 3 | 1  | 3  | 0,333 | 163 | 120 | 1,358 | Bán kết             |
| 3  | PHI | 2  | 0 | 2 | 2 | 0  | 3  | 0,000 | 55  | 150 | 0,367 |                     |

### Vòng loại trực tiếp

#### Sơ đồ
|  | Bán kết   | Bán kết |                            |   | Trận tranh huy chương vàng | Trận tranh huy chương vàng |
|  |           |         |                            |   |                            |                            |
|  | 2 tháng 8 |         |                            |   |                            |                            |
|  |           |         |                            |   |                            |                            |
|  | THA       | 3       |                            |   |                            |                            |
|  | THA       | 3       | 4 tháng 8                  |   |                            |                            |
|  | MYA       | 1       |                            |   |                            |                            |
|  | MYA       | 1       | CAM                        | 3 |                            |                            |
|  | tháng 8   |         | CAM                        | 3 |                            |                            |
|  |           | THA     | 1                          |   |                            |                            |
|  | CAM       | THA     | 1                          | 3 |                            |                            |
|  | CAM       |         |                            | 3 |                            |                            |
|  | INA       | 2       |                            |   |                            |                            |
|  | INA       | 2       | Trận tranh huy chương đồng |   |                            |                            |
|  |           |         |                            |   |                            |                            |
|  | 3 tháng 8 |         |                            |   |                            |                            |
|  |           |         |                            |   |                            |                            |
|  | INA       | 3       |                            |   |                            |                            |
|  | INA       | 3       |                            |   |                            |                            |
|  | MYA       | 1       |                            |   |                            |                            |

## Giải đấu nữ
- Campuchia
- Indonesia
- Thái Lan

### Bảng 1
| VT | Đội       | Tr | T | B | Đ | ST | SB | TSS   | ĐST | ĐSB | TSĐS  | Giành quyền tham dự        |
| -- | --------- | -- | - | - | - | -- | -- | ----- | --- | --- | ----- | -------------------------- |
| 1  | Indonesia | 3  | 3 | 0 | 6 | 9  | 0  | —     | 225 | 73  | 3,082 | Trận trang huy chương vàng |
| 2  | Thái Lan  | 3  | 1 | 2 | 4 | 3  | 5  | 0,600 | 156 | 182 | 0,857 | Trận trang huy chương vàng |
| 3  | Campuchia | 3  | 0 | 3 | 3 | 0  | 9  | 0,000 | 74  | 225 | 0,329 | Huy chương đồng            |